# Landsat

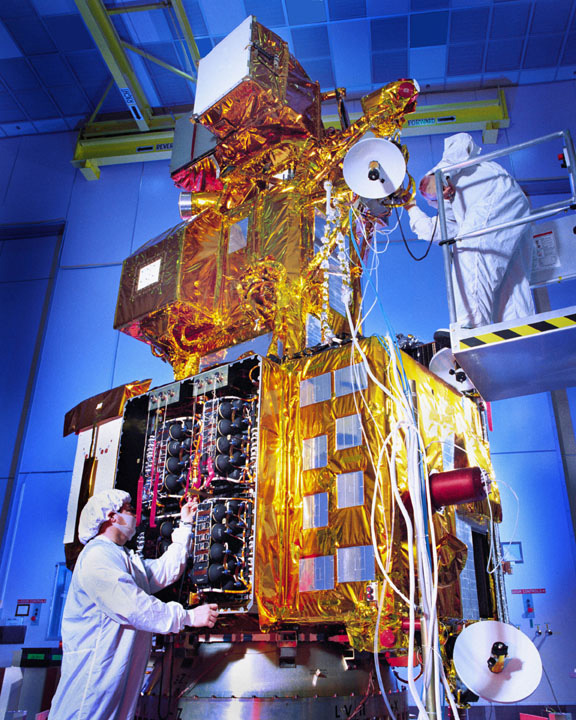
Супутник «Landsat 7», запущений в 1999 році.

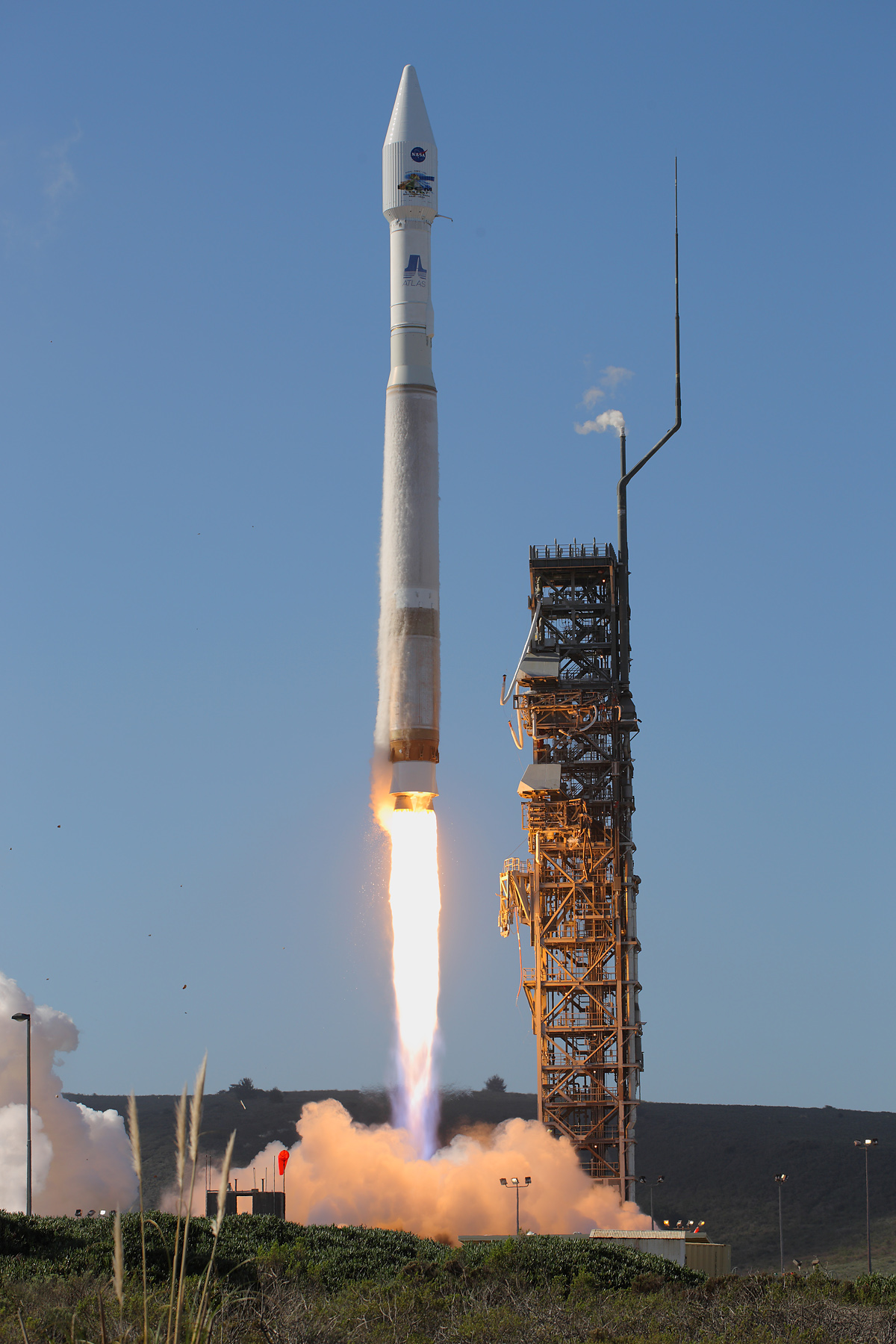
Запуск супутника Landsat 8.

Програма Landsat — найтриваліший проект з отримання супутникових фотознімків планети Земля. Перший з супутників в рамках цієї космічної програми був запущений в 1972 році; останній, на цей момент, Landsat 9 — 27 вересня 2021 року. Обладнання, що було встановлене на супутниках Landsat, зробило мільярди знімків. Знімки, отримані в США і на станціях отримання даних зі супутників по всьому світу, є унікальним ресурсом для проведення безлічі наукових досліджень у галузі сільського господарства, картографії, геології, лісівництва, розвідки, освіти і національної безпеки. Наприклад, супутник Landsat 7 поставляє знімки в 8 спектральних діапазонах з просторовою роздільною здатністю від 15 до 60 метрів на точку; періодичність збору даних для всієї планети спочатку становила 16-18 діб.

## Хронологія запусків
- Landsat 1 (спочатку ERTS-1, Earth Resources Technology Satellite 1) — запущений 23 липня 1972,[1] припинив роботу 6 січня 1978.
- Landsat 2 (ERTS-B) — запущений 22 січня 1975, припинив роботу 22 січня 1981.
- Landsat 3 — запущений 5 березня 1978, припинив роботу 31 березня 1983.
- Landsat 4 — запущений 16 липня 1982, припинив роботу в 1993.
- Landsat 5 — запущений 1 березня 1984, припинив роботу 21 грудня 2012.[2]
- Landsat 6 —запуск 5 жовтня 1993, на цільову орбіту не виведено.
- Landsat 7 — запущений 15 квітня 1999, функціонує. У травні 2003 стався збій модуля Scan Line Corrector (SLC). З вересня 2003 використовується в режимі без корекції ліній сканування, що зменшує кількість одержуваної інформації до 75 % від початкової.[3]
- Landsat 8 — запущений 11 лютого 2013, функціонує.
- Landsat 9 — запущений 27 вересня 2021 року[4].